# Instituto Tecnológico de Tijuana
El Tecnológico Nacional de México campus Tijuana, más comúnmente llamado Instituto Tecnológico de Tijuana, es una institución de educación superior localizado en la ciudad de Tijuana, Baja California. Es dependiente, al igual que varios institutos tecnológicos, orgánica y funcionalmente del Gobierno Federal a través del Tecnológico Nacional de México (antes Dirección General de Educación Superior Tecnológica) perteneciente a la SEP. Su función es de brindar servicios de educación superior a nivel licenciatura, maestría y doctorado sobre la base de las necesidades de talento humano en la región. 
Entre sus dos campus se ofrece un total de 21 licenciaturas e ingenierías, 6 maestrías y 3 doctorados, siendo una fuente de talento a nivel profesional y científico en la región.

## Antecedentes
El Instituto Tecnológico de Tijuana fue fundada el 17 de septiembre de 1971 como una institución de educación a nivel superior y medio superior, siendo una de las primeras instituciones en ofrecer educación superior tecnológica en el estado. Sus primeras carreras profesionales fueron las de Ingeniería Electromecánica en Producción, Licenciatura en Relaciones Industriales y Licenciatura en Relaciones Comerciales, y a nivel Medio Superior ocho carreras técnicas.
La creación del ITT tuvo lugar al mismo tiempo que la aparición del auge industrial traído por la formación del segmento industrial maquilador. Esto llevó al tecnológico así como otras instituciones de educación superior a establecer programas alineados a las necesidades regionales y sectoriales. Con el tiempo se fueron formalizando los programas que ahora componen su oferta educativa de formación profesional y continua. 
El ITT cuenta con dos unidades académicas o campus, Tomás Aquino y Otay, una estación de radio, XHITT, 88.7 MHz. FM, un acervo bibliográfico de 66,235 volúmenes, 24,700 títulos, 136 suscripciones a revistas especializadas
Sus instalaciones se conforman por un predio de superficie total 328,504 m², superficie construida 265,324 m² que consta de un cuerpo de infraestructura física y equipamiento que incluyen 124 aulas, cinco salas audiovisuales, 22 laboratorios ligeros, 13 laboratorios pesados, dos laboratorios de idiomas, dos centros de cómputo, cinco laboratorios de cómputo, dos edificios administrativos, dos centros de información, dos salas de usos múltiples, una aula magna, una editorial, tres unidades académico-departamental, un teatro Cala-Fórnix, dos cafeterías, siete áreas de estacionamiento, dos plazas cívicas, dos almacenes, dos gimnasios, una alberca, una pista de atletismo, un campo de fútbol, un campo de béisbol, una cancha de tenis, dos canchas de basquetbol y voleibol.

## Oferta Educativa

### Licenciaturas
- Arquitectura
- Licenciatura en Administración
- Licenciatura en Contador público

### Ingenierías
- Ingeniería Aeronáutica
- Ingeniería Ambiental
- Ingeniería Biomédica
- Ingeniería Bioquímica
- Ingeniería Civil
- Ingeniería Electrónica
- Ingeniería Electromecánica
- Ingeniería Industrial
- Ingeniería Informática
- Ingeniería Química
- Ingeniería Logística
- Ingeniería Mecánica
- Ingeniería en Diseño Industrial
- Ingeniería en Sistemas Computacionales
- Ingeniería en Gestión Empresarial
- Ingeniería en Nanotecnología
- Ingeniería en Tecnologías de la Información y Comunicaciones

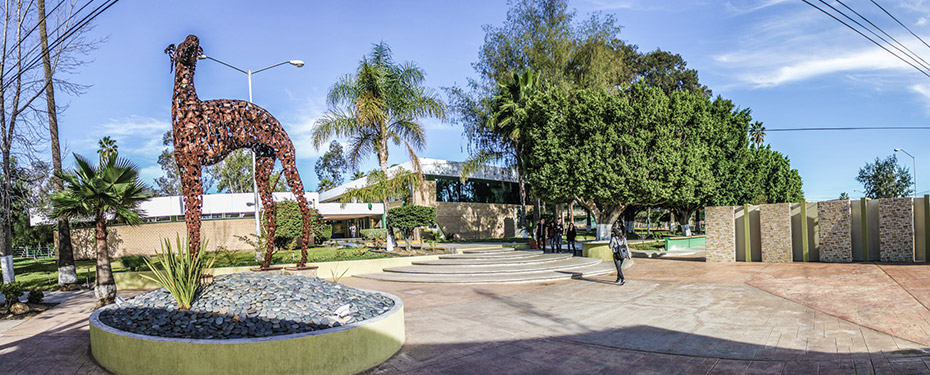
Entrada al Instituto Tecnológico de Tijuana Unidad Tomas Aquino

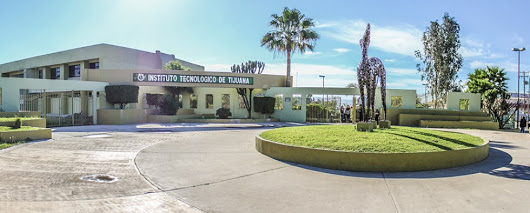
Entrada al Instituto Tecnológico de Tijuana Unidad Otay

### Maestrías
- Maestría en Administración
- Maestría en Ingeniería Industrial
- Maestría en Ciencias en Computación
- Maestría en Ciencias de la Ingeniería
- Maestría en Ciencias en Química
- Maestría en Tecnologías de la Información

### Doctorados
- Doctorado en Ciencias en Computación*
- Doctorado en Ciencias en Química*
- Doctorado en Ciencias de la Ingeniería

(* pertenecientes al padrón de programas de calidad de CONACYT)